# Salauds de pauvres !
Pour le film, voir Salauds de pauvres.
« Salauds de pauvres ! » (ou « salauds d'pauvres ! ») est une invective lancée par le personnage de Grangil incarné par l'acteur Jean Gabin dans le film de Claude Autant-Lara La Traversée de Paris, sorti en 1956 et adapté d'une nouvelle de Marcel Aymé, publiée dans le recueil Le Vin de Paris, où se retrouve cette réplique.

## Contexte

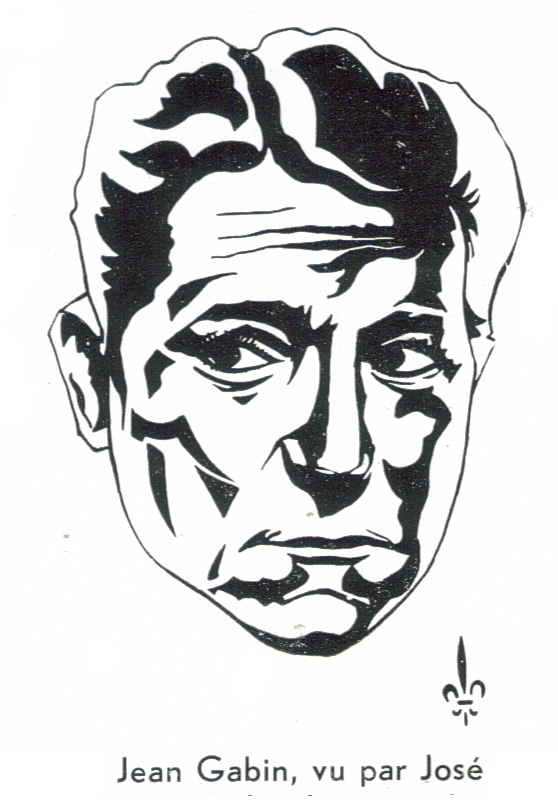
Jean Gabin.

Jean Gabin joue le rôle de Grangil, un artiste peintre, personnage énigmatique et misanthrope qui se retrouve un peu malgré lui à faire équipe avec un chauffeur de taxi au chômage, Martin, joué par Bourvil.
En 1942 à Paris, après le couvre-feu, les deux compères doivent transporter à pieds, dans des valises, un chargement de viande issu du marché noir sur un parcours d'environ 5 kilomètres de la rue Poliveau à la rue Lepic, mais tout ne se passe pas si facilement. La réplique intervient alors que, menacés par une ronde de police, les deux hommes se sont réfugiés dans un bistro. Devant le manque de solidarité des bistrotiers et les regards torves des consommateurs sur leurs valises, Grangil lance la réplique « Salauds d'pauvres ! » avant de quitter le bistro.
Cette réplique vient après une diatribe de Jean Gabin/Grangil adressée à la cantonade dans le bistro et décrivant le patron et sa femme : « Non mais regarde-moi le mignon avec sa face d'alcoolique, sa viande grise. Avec du mou partout ! Du mou, du mou, rien que du mou ! Dis donc, tu ne vas pas changer de gueule, un jour ? Et l'autre, la rombière, la gueule en gélatine et saindoux. Trois mentons et les nichons qui dévalent sur la brioche… cinquante ans chacun, cent ans pour le lot… Cent ans de connerie ! ».
Martin, gêné, se demande : « Où est-ce qu'il va chercher tout ça ? ».
Grangil, excédé, poursuit : « Mais qu'est-ce que vous êtes venus faire sur Terre, nom de Dieu, vous n'avez pas honte d'exister, hein ? […] Regarde-les, tiens ! Ils bougent même plus ! Et après ça ils iront aboyer contre le marché noir… Salauds d'pauvres ! Et vous là, affreux ! Je vous ignore, je vous chasse de ma mémoire ! J'vous balaie. »

## Analyse
Ces répliques percutantes, qui soulignent une opposition de classe sociale, font l'originalité du film La Traversée de Paris, qui, adapté d'une nouvelle de Marcel Aymé, est un portrait peu glorieux de la France occupée. Le film souligne la thèse de la lâcheté des petits commerçants parisiens. Ainsi, l'expression « Salauds de pauvres ! » reste dans les annales du cinéma français,.

## Postérité
« Salauds de pauvres ! » reste une formule célèbre qui dit le mépris dans lequel sont parfois tenus ceux qui sont considérés comme des « faux pauvres », ou des « mauvais pauvres », qu'on regarde avec suspicion. Sont ainsi visés ceux qui appartiennent à la fraction la plus fragile de la société.
L'humoriste Coluche, qui a repris l'expression et l'a popularisée, l'utilise dans un contexte où il joue le rôle de nantis et énonce des clichés sur les pauvres : les pauvres seraient ainsi des paresseux, ce qui expliquerait qu'ils soient pauvres ; et le pire est qu'ils voudraient en plus qu'on les prenne en pitié, d'où l'expression « Salauds de pauvres ! »,.
La crise économique de 2008 active l'attitude qui consiste à considérer les pauvres comme des « assistés ». Cette expression est aussi employée pour faire un lien entre pauvreté et délinquance ou pour fustiger un mode de vie et des attentes sociales jugés trop peu écologiques.
En 2012, Benjamin Griveaux, alors vice-président socialiste du conseil général de Saône-et-Loire, intitule ainsi un ouvrage qu'il publie chez Fayard, dans lequel il déconstruit les idées reçues à propos des aides sociales, pose le diagnostic de leur échec et propose des idées nouvelles.
En 2014, Mediapart indique que le trente-cinquième numéro d’une enquête menée depuis les années 1980 par le CRÉDOC observe un changement de perception des pauvres dans la société. Selon Mediapart, cette enquête montre que l'expression « salauds de pauvre » est de plus en plus prise au pied de la lettre par les Français : ceux-ci commencent à penser que les chômeurs sont sans emploi car ils n’en cherchent pas, que les minima sociaux les incitent à ne pas en chercher, que les aides accordées aux familles leur enlèvent le sens de la responsabilité, etc.
La formule Salaud de pauvres est aussi le titre d'un documentaire transmédia de 2014 sur la mendicité à Bruxelles, réalisé par Patrick Severin et Michael de Plaen, à l’initiative du Forum bruxellois de lutte contre la pauvreté. Ce documentaire est « organisé en un ensemble de chapitres décrivant des figures de la mendicité, les interactions entre la ville et ses mendiants, les politiques sociales mises en œuvre, les comportements des citoyens bruxellois ».
L'expression a inspiré onze réalisateurs parrainés par Patrice Leconte pour le film collectif du même titre, sorti en 2019, et qui selon Le Parisien est une « initiative qui entend mieux faire résonner tout le cynisme de notre société »,.